# Operation Grenzstein
Operation Grenzstein (tschechisch Akce Kámen) war eine nachrichtendienstliche Operation der Tschechoslowakei während des Kalten Krieges von 1948 bis 1951, die zum Ziel hatte, Republikflüchtige zu stellen. Anderen Quellen zufolge endete die Operation erst im Jahr 1958. Die Idee zu der Operation geht auf Oberst Antonin Prchal zurück, der nach dem Februarumsturz versuchte, die Flucht tschechoslowakischer Bürger nach Westdeutschland zu unterbinden.

## Durchführung der Operation

US-amerikanische Besatzungszone mit Grenze zwischen dem Bundesland Bayern und der Tschechoslowakei

Von der Staatssicherheit Státní bezpečnost (StB) wurden nach der Übernahme der politischen Kontrolle durch die Kommunistische Partei der Tschechoslowakei im Februar 1948 Teile der Grenzbefestigungen der Tschechoslowakei innerhalb der Tschechoslowakei etwa fünf Kilometer entfernt von der Grenze zur US-amerikanischen Besatzungszone in Deutschland als falsche Grenze errichtet. Die fingierten Grenzanlagen, die in der Nähe von Aš, Cheb, Marienbad, Chodský Újezd, Domažlice, Kdyně sowie Všeruby u Kdyně entstanden, umfassten Schranken, Schilder, Grenzsteine, Verwaltungsgebäude und Grenzhäuschen. Damit folgte die Tschechoslowakei dem Vorbild der Gestapo sowie dem Innenministerium der UdSSR (NKWD).
Die falschen Grenzanlagen wurden in den 1940er und 1950er Jahren von der Geheimpolizei dazu genutzt, Flüchtlinge, die den Eisernen Vorhang überwinden und das Land verlassen wollten, zu fassen. Nicht wenige der gefassten Flüchtlinge waren zuvor von verdeckt operierenden StB-Agenten, die sich als antikommunistische Untergrundkämpfer ausgaben, zur Flucht überredet worden. Hatten Republikflüchtige die gefälschten Grenzübergänge hinter sich gelassen und wähnten sie sich in Sicherheit, wurden sie von angeblichen Agenten des US-amerikanischen Counter Intelligence Corps zur Spionageabwehr befragt. Durch Fragen über Verbindungen zum Untergrund erhielt die Staatssicherheit die Personalien weiterer Regimefeinde, die ebenso wie die Republikflüchtigen in Straflagern landeten. Im Gespräch mit den vermeintlichen US-amerikanischen Militärs gaben die Flüchtigen bereitwillig Auskunft darüber, wer aus ihrer Familie oder Bekanntenkreis bereit wäre, im Fall des Sturzes des kommunistischen Regimes den US-Amerikanern zu helfen, in der Annahme, dies geschehe zum Vorteil der genannten Personen. In einigen Fällen wurden die Opfer im Glauben gelassen, sie seien nach der Vernehmung durch die vermeintlichen US-Amerikaner auf offener Straße von der tschechoslowakischen Polizei im Ausland entführt worden. Ebenso wurden einzelne Flüchtlinge von den vermeintlichen US-amerikanischen Grenzbeamten an die tschechoslowakische Polizei übergeben, nachdem ihnen der Antrag auf Asyl verweigert wurde. So erging es Major Josef Hnatek, einem ehemaligen Piloten der britischen Royal Air Force. Aus den Gefängnissen drang diese Falschinformation an die Bevölkerung, die angesichts der vermeintlichen Ablehnung von Flüchtlingen durch die USA ihre Versuche der Republikflucht reduzierte.

## Reaktionen des Auslands
Die Vereinigten Staaten von Amerika erhielten zeitnah nach Beginn der Operation Grenzstein detaillierte Kenntnis von der Operation durch Stanislav Liška, Polizeichef von Všeruby und Beteiligter an der Operation Grenzstein. Der offizielle Protest der USA gegen den Missbrauch US-amerikanischer Uniformen und Hoheitszeichen vom 15. Juni 1948 sowie dem 2. Juli 1948 wurde von der tschechoslowakischen Regierung zurückgewiesen. Eine Untersuchung habe „nicht die geringste Spur oder den Verdacht für einen Missbrauch amerikanischer Hoheitszeichen oder von Bildern amerikanischer Staatsmänner“ ergeben.
Erst nachdem Radio Free Europe über die Operation Grenzstein berichtete, wurde die nachrichtendienstliche Operation des StB durch Rudolf Barák eingestellt.

## Aufarbeitung
Historiker schätzen, die Operation Grenzstein habe fast 300 Gefängnisstrafen zur Folge gehabt, wobei 16 Flüchtlinge zum Tode verurteilt wurden. Etliche der Opfer nahmen sich infolge der Festnahme das Leben.
Die Abteilung für die Aufklärung kommunistischer Verbrechen im Prager Innenministerium arbeitet die auf mehr als 10.000 Seiten dokumentierten Vorfälle seit 2012 auf. Dabei wurden 2013 strafrechtliche Ermittlungen gegen mutmaßliche Täter eingeleitet.
Seit 1996 dürfen tschechische Bürger Einsicht in die Akten nehmen.

## Filmische Rezeption
Der 2007 erschienene tschechische Fernsehfilm Swingtime von Regisseur Jaromír Polisenský thematisierte die Operation Grenzstein.
Im Tatort: Grenzfall (2015) wurde die Operation Grenzstein im Grenzgebiet zu Österreich thematisiert, allerdings wurde sie historisch inkorrekt in die Zeit des Prager Frühlings eingebettet.
Oliver Halmburger drehte einen Dokumentationsfilm (Geschichte im Ersten: Vergessene Grenze. Erstausstrahlung am 28. März 2022 23:50 Uhr).

## Theater-Adaption
Am 20. Oktober 2018 fand am Staatsschauspiel Dresden die Uraufführung des Stücks Operation Kamen statt. Dies entstand in einer Koproduktion mit dem Archa Theater Prag unter Regie von Florian Fischer.
Im Sommer 2022 führte das Theater OVIGO eine zweisprachige Theaterwanderung mit dem Titel "Fingierte Grenzen – Auf den Spuren der Aktion ‚Kámen'" auf. Bei der 4 km langen grenzüberschreitenden Wanderung wurden vier historische Fälle aufgegriffen.
Am 14. Juli 2023 feierte das Musical „Kalte Freiheit“, ein Auftragswerk der Luisenburg-Festspiele Wunsiedel, Premiere in Wunsiedel.